# Mexikanischer Kahlkopf

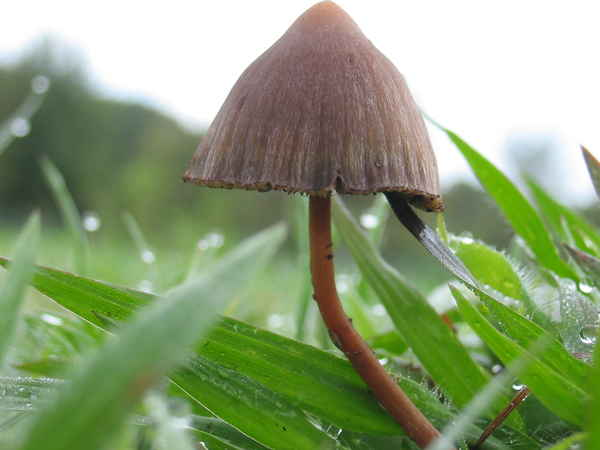
Psilocybe mexicana - Jalisco, Mexiko

Psilocybe mexicana auch Teonanacatl (Nahuatl teōnanacatl „Gott-Pilz“ von teōtl „Gott“, nanacatl „Pilz“) – auf Deutsch Mexikanischer Kahlkopf – ist ein psychoaktiver Pilz, der Psilocybin und Psilocin als Hauptwirkstoffe enthält. Erster dokumentierter menschlicher Gebrauch datiert vor über 2000 Jahren. Den Azteken galt der Pilz als „Fleisch der Götter“. Bis in die Neuzeit ist der Gebrauch von Pilzen zu rituellen Zwecken dokumentiert. Albert Hofmann isolierte 1958 aus dieser Pilzart erstmals die psychedelisch wirksamen Hauptwirkstoffe der psilocybinhaltigen Pilze.

## Vorkommen
Psilocybe mexicana gedeiht ursprünglich auf Höhenlagen von 1300 bis 1800 Metern zwischen Süd-Mexiko und Guatemala sowie bevorzugt auf kalksteinhaltigen Böden.

## Geschichtlicher Hintergrund
Die rituelle Verwendung psilocybinhaltiger Pilze bildete einen der wichtigsten religiösen Kulte in Süd- und Zentralamerika. Das Bestehen ist mindestens bis 500 v. Chr. belegt durch „Pilzsteine“, welche in Maya-Kultstätten in Guatemala entdeckt wurden. Fresken aus Mexiko um etwa 300 n. Chr. zeigen die Verehrung von Pilzen. Der mittelamerikanische Pilzkult überlebte in vielen folgenden Kulturen weiter und fand sich noch im 20. Jahrhundert. Der Pilz wurde oftmals als direkte Verbindung zu den Göttern aufgefasst. Bei den verwendeten Pilzen handelt es sich unter anderen um folgende Arten: Conocybe siligineoides, Panaeolus sphinctrinus, Psilocybe acutissima, Psilocybe aztecorum, Psilocybe caerulescens, Psilocybe caerulipes, Psilocybe cordispora, Psilocybe cubensis, Psilocybe fagicola, Psilocybe hoogshagenii, Psilocybe isauri, Psilocybe mexicana, Psilocybe mixaeensis, Psilocybe semperviva, Psilocybe yungensis, Psilocybe zapotecorum.
Nach seiner zufälligen Entdeckung des LSD beschäftigte sich Albert Hofmann in folgenden Jahren mit weiteren Psychedelika, unter anderem durch Untersuchung kultischer Konsummittel in Mittelamerika. In diesem Zusammenhang bekam er auf der Suche nach den Teonanacatl den Psilocybe mexicana in die Hände und isolierte 1958 aus diesen die Hauptwirkstoffe Psilocybin und Psilocin. Noch zu Beginn des 20. Jahrhunderts war die Existenz halluzinogener Pilze umstritten; mehrere Autoren gingen von Erfindungen oder Missdeutungen der ersten Kolonialisten aus, z. B. eine Verwechslung mit den sogenannten Peyote-Kakteen.
Hofmann stellte nach dem Konsum von Psilocybe mexicana und Studium weiterer Erfahrungsberichte anderer Personen die Hypothese auf, dass bestimmte Verzierungen und Malereien die in den präkolumbianischen Kulturen vorkommen, typischen Mustern entsprechen, wie sie während des Konsums psychoaktiver Pilze halluziniert werden.

## Anwendung
Im Gegensatz zu den meisten psilocybinhaltigen Pilzen kann der Psilocybe mexicana auch Sklerotien („Trüffel“) ausbilden, welche neben den Fruchtkörpern ebenfalls den Wirkstoff Psilocybin enthalten. Die „Trüffel“ befinden sich innerhalb des Substrats, welches vom Pilzmycel durchwachsen ist.
Unter dem Namen „Philosophers Stones“ werden die Sklerotien von Psilocybe mexicana häufig als psychoaktive Droge verkauft. Sie werden sowohl frisch als auch getrocknet konsumiert. Die Fruchtkörper sind hingegen nicht im Verkauf anzutreffen, da Psilocybe mexicana nur unter großem Aufwand zum Fruchten zu bringen ist.
Die „Trüffel“ enthalten etwa 0,3 % Psilocybin und 0,1 % Psilocin (Trockenmasse). Die getrockneten Fruchtkörper enthalten hingegen ca. 0,5 % Psilocybin und 0,1 % Psilocin.
Bekannt wurde Psilocybe mexicana aufgrund seiner zeremoniellen Verwendung durch mexikanische Schamanen. Aztekische und auch Mayapriester versuchten, durch Konsum des Pilzes den Willen der Götter zu erkunden.

## Rechtliches
Da der Mexikanische Kahlkopf sehr hohe Mengen der nach dem Betäubungsmittelgesetz indizierten Inhaltsstoffe Psilocybin und Psilocin enthält, ist das Sammeln, der Besitz und das In-Verkehr-Bringen in Deutschland strafrechtlich untersagt.
Psilocybin und Psilocin sind in der Bundesrepublik Deutschland aufgrund seiner Aufführung in der Anlage I BtMG nicht verkehrsfähige Betäubungsmittel. Der Umgang ohne Erlaubnis ist grundsätzlich strafbar. Weitere Informationen sind im Hauptartikel Betäubungsmittelrecht in Deutschland zu finden.